# Prionolabis cressoni
Prionolabis cressoni là một loài ruồi trong họ Limoniidae. Chúng phân bố ở miền Tân bắc.